# Международная классификация товаров и услуг
Международная классификация товаров и услуг (МКТУ) — классификация товаров и услуг, используемая для регистрации товарных знаков. Принята в рамках Ниццкого соглашения 15 июня 1957 года на международной дипломатической конференции в Ницце (Франция). Пересмотрена в 1967 году в Стокгольме (Швеция) и в 1977 году в Женеве (Швейцария) и изменена в 1979 году.
Страны, к которым применяется настоящее Ниццкое соглашение, образуют Специальный союз и принимают единую классификацию товаров и услуг для регистрации знаков, которая позволяет определить, к каким классам относится товар или услуга, упрощая порядок подготовки и составления заявок на регистрацию товарного знака.
В основу МКТУ легла классификация, разработанная в 1935 году Объединенными международными бюро по охране интеллектуальной собственности (БИРПИ).
Каждая из стран-участниц Ниццкого соглашения должна соблюдать МКТУ в качестве основной или вспомогательной классификации при регистрации знаков, а также указывать в официальных документах и публикациях о регистрации товарных знаков номера классов МКТУ в перечне товаров/услуг, в отношении зарегистрированных знаков.

## Описание классификации
Классы МКТУ — это совокупность товаров или услуг, разделённых по группам. Классификация построена по принципу однотипности товаров и услуг.
МКТУ содержит 45 классов — 34 класса товаров (классы с 1‑го по 34‑й включительно) и 11 классов услуг (классы с 35‑го по 45-й включительно).

## Редакции МКТУ
Объём официального издания МКТУ 10 — 4 тома формата А4 (около 1200 страниц).
Классификация разрабатывается на английском и французском языках, причем оба текста аутентичны. Официальные тексты МКТУ на арабском, испанском, итальянском, немецком, португальском, русском языках, а также на других языках, которые может определить Ассамблея Специального союза, вырабатываются Генеральным директором ВОИС, после консультации с заинтересованными правительствами, или на основе перевода, представленного этими правительствами, или с использованием других средств.
МКТУ пересматривается комитетом экспертов. В состав комитета входят представители всех государств — участниц Ниццкого соглашения. Периодичность издания МКТУ — раз в 5 лет.
Принято и издано 12 редакций (изданий) МКТУ:
- первая — 1963 год;
- вторая — 1971 год;
- третья — 1981 год;
- четвёртая — 1983 год;
- пятая — 1987 год;
- шестая — 1992 год;
- седьмая — 1996 год;
- восьмая — 2001 год;
- девятая — 2006 год;
- десятая — 2011 год.
- двенадцатая — 2023 год.

С 2013 года обновленная версия (вариант с изменениями и дополнениями) публикуется ежегодно онлайн. Эталонная версия на английском и французском языках доступна на официальном сайте ВОИС.